# Euacidalia orbelia
Euacidalia orbelia là một loài bướm đêm trong họ Geometridae.